# Remo Andreoli
Remo Andreoli (Vigasio, 18 aprile 1947) è un politico italiano.